# Председатель Верховного Совета СССР
Председатель Верховного Совета СССР — высшая государственная должность в СССР с 1989 по 1990 годы, одна из высших государственных должностей в 1990—1991 годах. Введена поправками 1988 года к Конституции СССР 1977 года, которые вступили в силу 25 мая 1989 года с момента начала работы Съезда народных депутатов СССР.
Председатель Верховного Совета СССР избирался Съездом народных депутатов СССР.

## История
Должность стала преемницей должности Председателя Президиума Верховного Совета СССР. До 1989 года официально коллективным главой государства считался весь Президиум Верховного Совета СССР, который издавал Указы (подписываемые Председателем и Секретарём Президиума) о замещении государственных должностей, награждениях орденами и медалями, вручал и принимал верительные грамоты и тому подобное.

В 1990 году, в связи с учреждением должности Президента СССР, Председатель Верховного Совета СССР был лишён статуса высшего должностного лица.
Первым председателем Верховного Совета СССР был избран Михаил Сергеевич Горбачёв, до того бывший Председателем Президиума Верховного Совета СССР. 15 марта 1990 года Горбачёв был избран главой государства — Президентом СССР, а на пост Председателя Верховного Совета СССР был избран заместитель Председателя Верховного Совета СССР Анатолий Иванович Лукьянов.  Пост Президента СССР сменил пост Председателя Верховного Совета СССР в качестве главы государства, оставив второму лишь функции руководителя законодательной власти страны, но не руководителя самого государства.
После создания должности Президента СССР за Председателем Верховного Совета СССР остались ведение совместных заседаний палат и некоторые функции, дублирующие функции президента СССР. Статья 127.7 Конституции СССР устанавливала, что в случае, если Президент СССР по тем или иным причинам не может далее исполнять свои обязанности, впредь до избрания нового президента СССР его полномочия переходят к Вице-президенту СССР, а если это невозможно — к Председателю Верховного Совета СССР.
После августовских событий 1991 года на V внеочередном Съезде народных депутатов СССР должность Председателя Верховного Совета СССР и Президиум Верховного Совета СССР были упразднены Законом СССР от 5 сентября 1991 года «Об органах государственной власти и управления СССР в переходный период». Однако, соответствующие поправки в Конституцию СССР не вносились и эта должность продолжала официально существовать до прекращения существования СССР 26 декабря 1991 года.

## Председатели
Председатели Верховного Совета СССР:
- Горбачёв, Михаил Сергеевич (25 мая 1989— 15 марта 1990)
- Лукьянов, Анатолий Иванович (15 марта 1990 — 4 сентября 1991)
- вакантно (4 сентября — 26 декабря 1991)